# 拉福雷迪帕尔克
拉福雷迪帕尔克（法語：La Forêt-du-Parc，法語發音：[la fɔʁɛ dy paʁk]）是法国厄尔省的一个市镇，属于埃夫勒区。

## 地理
拉福雷迪帕尔克（48°55'22"N, 1°14'54"E）面积7.67 平方千米，位于法国诺曼底大区厄尔省，该省份为法国北部内陆省份，北起滨海塞纳省，西接奧恩省和卡爾瓦多斯省，南至厄尔-卢瓦省，东临瓦兹省、瓦兹河谷省和伊夫林省。
与拉福雷迪帕尔克接壤的市镇（或旧市镇、城区）包括：莱索蒂约、拉巴罗尼、格罗瑟夫尔、瑞梅勒、普雷、圣安德烈德勒尔。

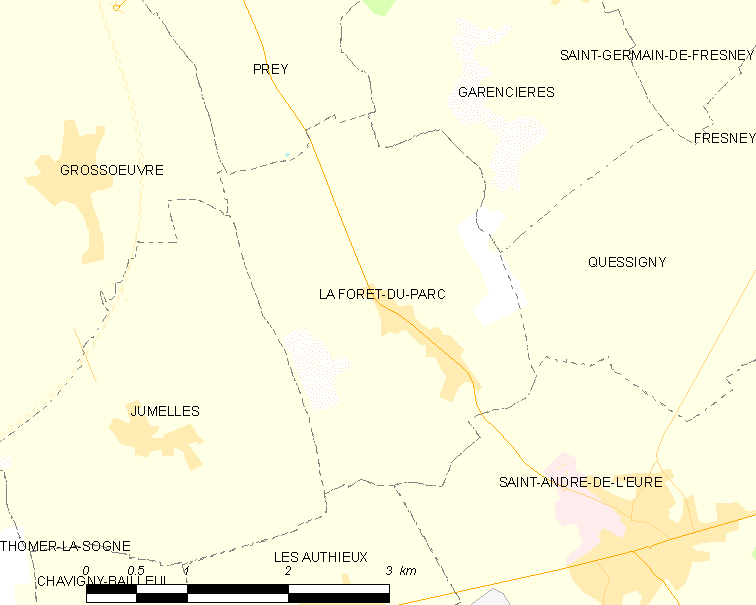
拉福雷迪帕尔克的OSM定位图

拉福雷迪帕尔克的时区为UTC+01:00、UTC+02:00（夏令时）。

## 行政
拉福雷迪帕尔克的邮政编码为27220，INSEE市镇编码为27256。

## 政治
拉福雷迪帕尔克所属的省级选区为圣安德烈德勒尔县。

## 人口

1962-2008年间拉福雷迪帕尔克人口变化图示

拉福雷迪帕尔克于2022年1月1日时的人口数量为636人。